# (73764) 1994 NB2
(73764) 1994 NB2 – planetoida z pasa głównego asteroid okrążająca Słońce w ciągu 3,88 lat w średniej odległości 2,47 j.a. Odkryta 4 lipca 1994 roku.